# Монгольська імперія

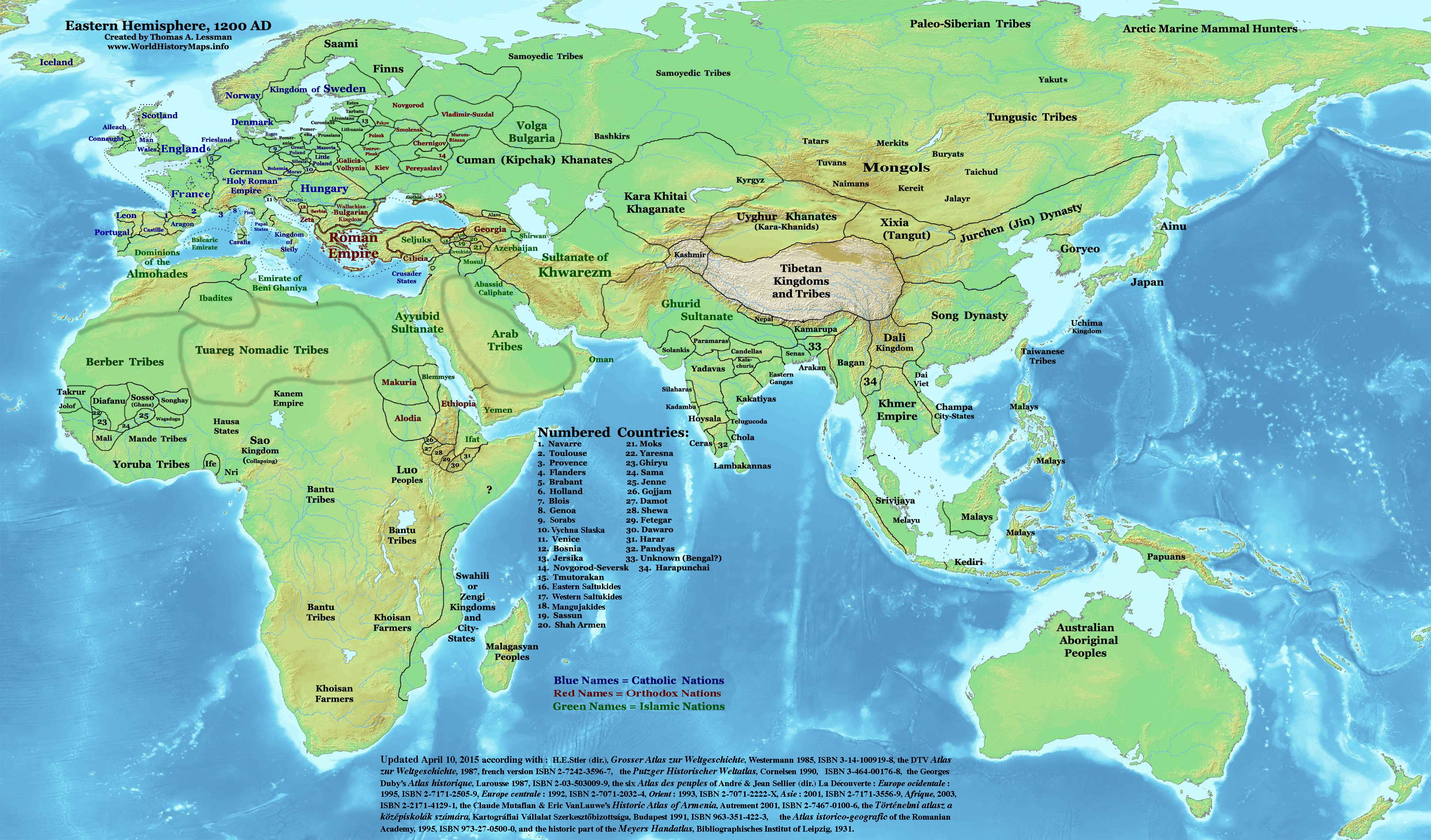
Євразія перед монгольськими завоюваннями. 1200

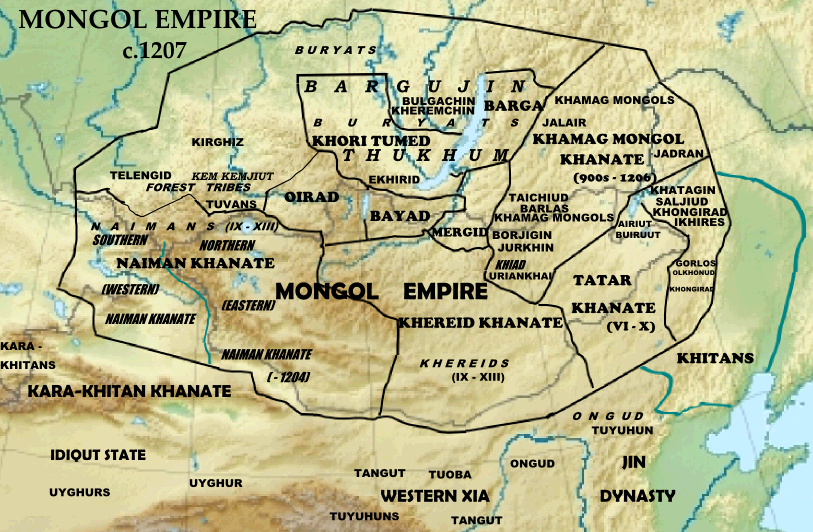
Утворення Монгольської імперії (1206)

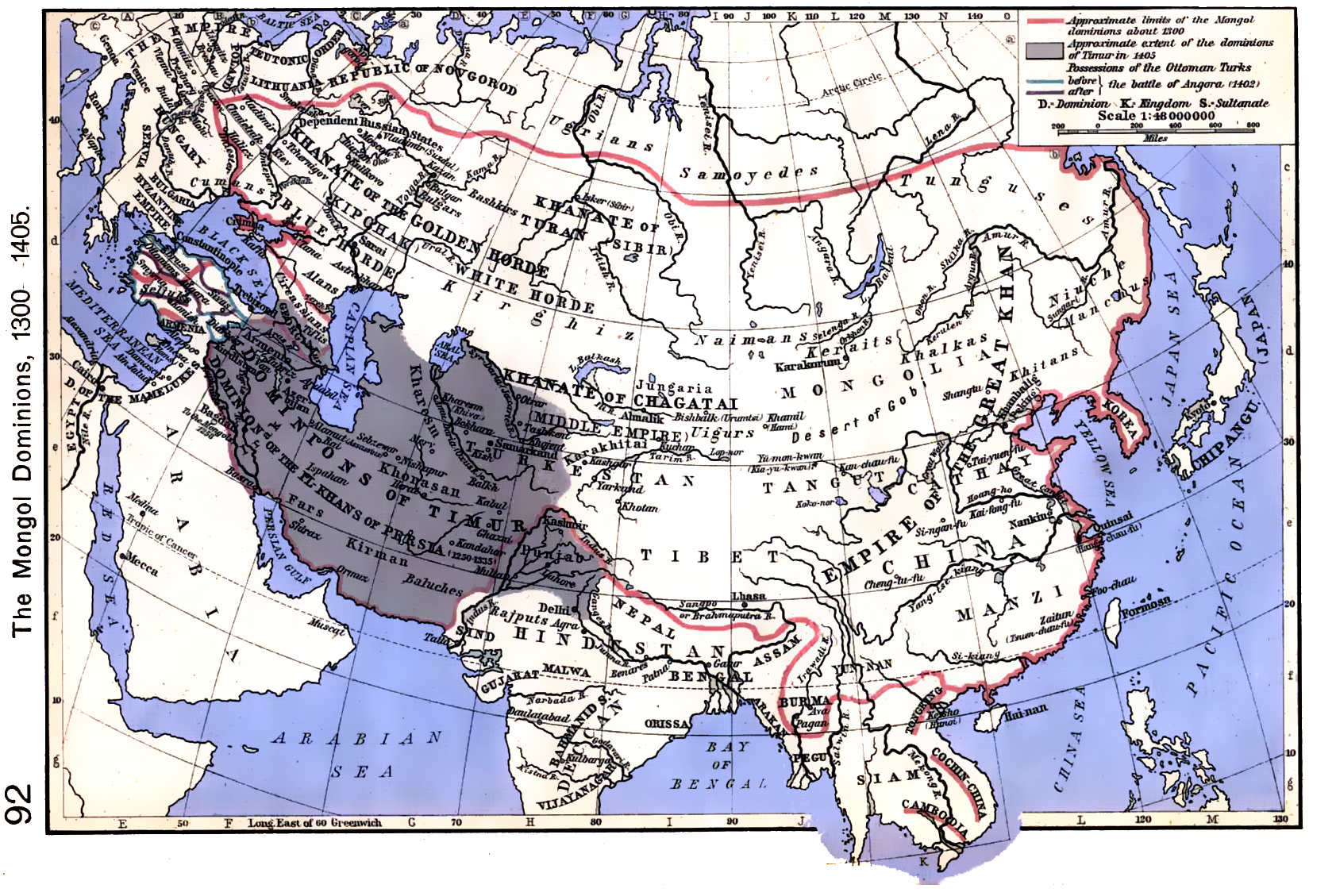
Монгольська імперія у 1300—1405

Монго́льська імпе́рія (у деяких джерелах також Татарська імперія, Золота Орда, Ординське царство) (старомонг. Yeke Mongγol ulus[джерело?] — Велика держава Монголів; монг. Монголын Эзэнт Гүрэн, Их Монгол улс) — середньовічна імперія в Євразії, друга за площею імперія у світовій історії. Початок її утворенню поклало об'єднання монгольських племен під проводом Чингісхана у 1206 році. Вона збільшилася завдяки приєднанню держав Східної і Середньої Азії, Близького Сходу і Східної Європи. За життя Чингісхана державною мовою його імперії була уйгурська мова.[джерело?] На час найбільшого розквіту її площа становила 24 мільйони км² з населенням понад 100 млн людей.

## Зародження Монгольської імперії
Ще в XIII столітті мандрівниками з Середньої Азії та Індії була привезена звістка про те, що на сході утворилася нова держава — тюркськомовна Татарська імперія.
У тюрків були свої вожді, які називалися ханами. У ханів в підпорядкуванні були нойони, що були вождями племен. Саме вони захопили для своєї худоби найкращі землі для випасу. Хани мали бойові дружини, що складалися з аратів, які були просто бідними одноплемінниками. Великі хани могли дозволити собі мати добірну гвардію, в якій служили нукери.
З другої половини XII століття у монголів стали відмирати родоплемінні відносини, а з появою приватної власності сформувалися окремі сім'ї; зароджуються феодальні відносини, що можна назвати державністю. Міст Монгольська імперія не будувала, а багатство вимірювалось кількістю пасовищ і худоби та коней. Вважалося, що монголи — це відстала цивілізація. Вони були дуже войовничим народом. Для того щоб захопити нові пасовища, вони без роздумів знищували тих, кому ці пасовища належали раніше.
Монголи садили своїх дітей у сідло з дитинства, і тому кожен з них був прекрасним вершником і віртуозно володів арканом, луком зі стрілами. Їх коні були волохатими, низькорослими, володіли дивовижною витривалістю.
Ближче до XIII століття монгольські хани стали вести боротьбу за першість. Переможці підкоряли собі переможених, і ті ставали підданими сильнішого хана і воювали на його боці. А непокірні ставали рабами. Ординська імперія проходила своє становлення безперервними війнами племен, а пізніше — їх спілками. Вожді винищували себе міжусобними війнами, чинити по-іншому в ті часи не вміли.
На початку шістдесятих років XII століття тюркський вождь Єсугей об'єднав велику кількість племен. Старшим його сином був Темучен, який у 1206 році прийняв ім'я Чингісхан, що в перекладі з тюркської означає «світлосяйний хан». Через деякий час Єсугея отруїли, а його військо розбіглося.
Вдова довгий час жила у злиднях доти, поки не підріс Темучен і не зібрав свою дружину, разом з якою він воював з іншими ханами. Йому вдалося, підпорядкувавши кілька монгольських племен, завоювати для себе трон «Хамаг монгол улусу», а це означає, що всі монголи повинні були підкорятися тільки йому. У ці часи він був молодим, сміливим, безрозсудним і нещадним воїном. Але він умів за певних обставин і відступити.
Саме Темученом були проведені реформи, за яких була введена десяткова система організації армії. Ним була створена особиста гвардія з величезними привілеями для найняв і нукерів, яких звільнили від податків. У той же час він підкорював і інші племена. Останнім підкореним ним плем'ям були великі татари. У 1206 році Темучена проголосили Чингісханом — великим ханом. Саме з цих часів Ординська імперія почала своє існування.
У час розквіту площа Ординської імперії досягла 22 % від території Землі.

## Правління Чингісхана.1206–27
1196 року племінний хан Темучін (1155/1167-1227) після винищення своїх супротивників стає Чингісханом і 1206 року на курултаї всіх тюркських і татарських степових народів проголошується верховним правителем. Виходячи з існуючої ситуації, Чингісхан видав низку положень, які з часом були об'єднані у Велику Ясу Чингізхана. Яка робить з ополчення (улус) національну одиницю: розподіл народу приблизно на 130 «тисяч» і гвардію під командуванням спадкоємних вождів, котрі із «золотої родини» Чингісхана кожного разу обирають Великого хана — чінгизида. Накази (ярлики) забезпечують внутрішній спокій за надзвичайної боєготовності для завоювання світу. Визнання всемогутності Бога, вшановувати якого можна в будь-якій формі.
1205–1209 роки — підкорення держави Сі Ся, плацдарму проти Китаю. 1211–1215 роки — спустошення держави Цзінь. Монголи зміцнюють свою військову могутність, ретельно плануючи через кожних два роки походи, і згодом використовують техніку китайських інженерів (військові сигнальні системи, мистецтво облоги). 1219–1225 роки — напад на Хорезмську державу. Чингісхан підкорює «із сідла» світ від Північного Китаю до Дону, яким, однак неспроможна правити нечисельна тюркська верхівка. Розквітлі культури Середньої Азії занепадають; торгівля переміщується з азійських караванних шляхів на арабські морські.
Уперше Русь зіткнулася з Ординською імперією в 1223 році на території сучасної Донецької області на річці Калка. Битва між русько-половецькими силами під керівництвом Галицького князя Мстислава Мстиславича Удатного та Великого Київського князя Мстислава Романовича Старого з одного боку і тюркським військом яке очолювали полководці Джебе-нойон та Субедей-богатур з іншого закінчилася перемогою ординців.
Після смерті Чингісхана держава була поділена на улуси між його чотирма синами (Джучі, Джагатаєм, Толуєм, Угедеєм) — Чингізидами. Каракорум стає постійною столицею.

### Війна з Цзінь
Головним зовнішньополітичним завданням Ординської держави була війна з імперією Цзінь. Ця війна розглядалася тюрками як священна. З точки зору тюркського суспільства війна була необхідна як акт кровної помсти за загибель багатьох їхніх одноплемінників, а особливо за ганебну смерть Амбагай-хана. Необхідно враховувати також бажання Чингісхана помститися союзникам татар, які були винні у смерті його батька Єсугей-Баатура. Крім того великого хана Монгольської держави обтяжувало положення данника і васала (хоч і номінального) чжурчженів.
Підготовка
Конфлікту з Цзінь передувала військова і дипломатична підготовка. Були проведені походи з метою усунення втручання в конфлікт потенційних союзників цзінців.
У 1207 році на північний кордон були направлені два тумени під командуванням Джучі, старшого сина Чингісхана, і Субедея. Ойрати, які кочували на кордоні лісу й степу, добровільно підкорились монголам і навіть дали їм провідників. Слідом за цим висловили свою покірність багато лісових племен, в тому числі бурят-монголи і баргути. Єнісейські киргизи, які мешкали в районі Мінусинської улоговини, також не наважилися протистояти монголам. Багато сибірських племен, які платили данину киргизам, таким чином також скорились великому хану. Без боротьби підкоривши багато народів і убезпечивши північні кордони держави, Джучі повернувся в ставку батька.
Одразу після підкорення лісових народів Субедея відправили на західні кордони держави, де збиралися з силами залишки меркитів на чолі з синами Тохтоа-бекі і найманів під керівництвом Кучлука. На початку 1208 року відбулася битва в долині Іртиша в місці впадіння в нього Бухтарми, в якій монголи розгромили своїх супротивників. Меркітські царевичі втекли на захід до кипчаків, а Кучлук — на південь, в Семиріччя, де знайшов пристановище в гурхана кара-киданів Джулху.
На півдні Монгольська держава мала кордони з царством тангутів Західне Ся (Сі Ся). Перший похід в тангутське царство було здійснено в 1205 році під командуванням Єлюй Ахая. В 1207 році величезна монгольська армія здійснила новий похід на тангутів. Було захоплено багато худоби, в тому числі верблюдів, яких дуже цінували монголи; проте, головна мета походу — приведення південних сусідів до покірності — не була досягнута. Монголам не вдалося зайняти жодної фортеці. В зв'язку з цим через два роки було організовано новий похід, до якого Чингісхан підготувався набагато краще. Осадні гармати, очевидно, вперше застосовані монголами, дозволили їм захопити місто Урахай і блокувати фортецю Імень. Двічі розбивши тангутів в польових битвах, монголи осадили столицю Чжунсін. Незабаром їм довелося зняти облогу і відступити, оскільки води річки затопили околиці міста. Проте, правитель Сі Ся запросив миру і в знак доброї волі видав за Чингісхана свою дочку. Результати походу: сильно ослаблений потенційний супротивник, захоплена велика здобич; монгольські війська здобули досвід взяття фортець і дій проти армії китайського зразка.
У 1209 році Уйгурський ідикут (правитель) Баурчук заявив про покірність монгольському хану. Уйгурія, що була розташована на території Західного краю (Синьцзян), до цього на правах автономії підпорядковувалась хану кара-киданів, які при цьому не втручалися у внутрішні справи уйгурських князів, що вибрали шлях самоізоляції.
У столиці Уйгурії вбитий кара-киданський намісник Шукем, а до монголів направлено посольство з висловлюванням побажання перейти в васальну залежність до монгольського хана. Чингізхан був задоволений таким ходом подій; він проголосив ідикута своїм п'ятим сином і видав за нього свою дочку.

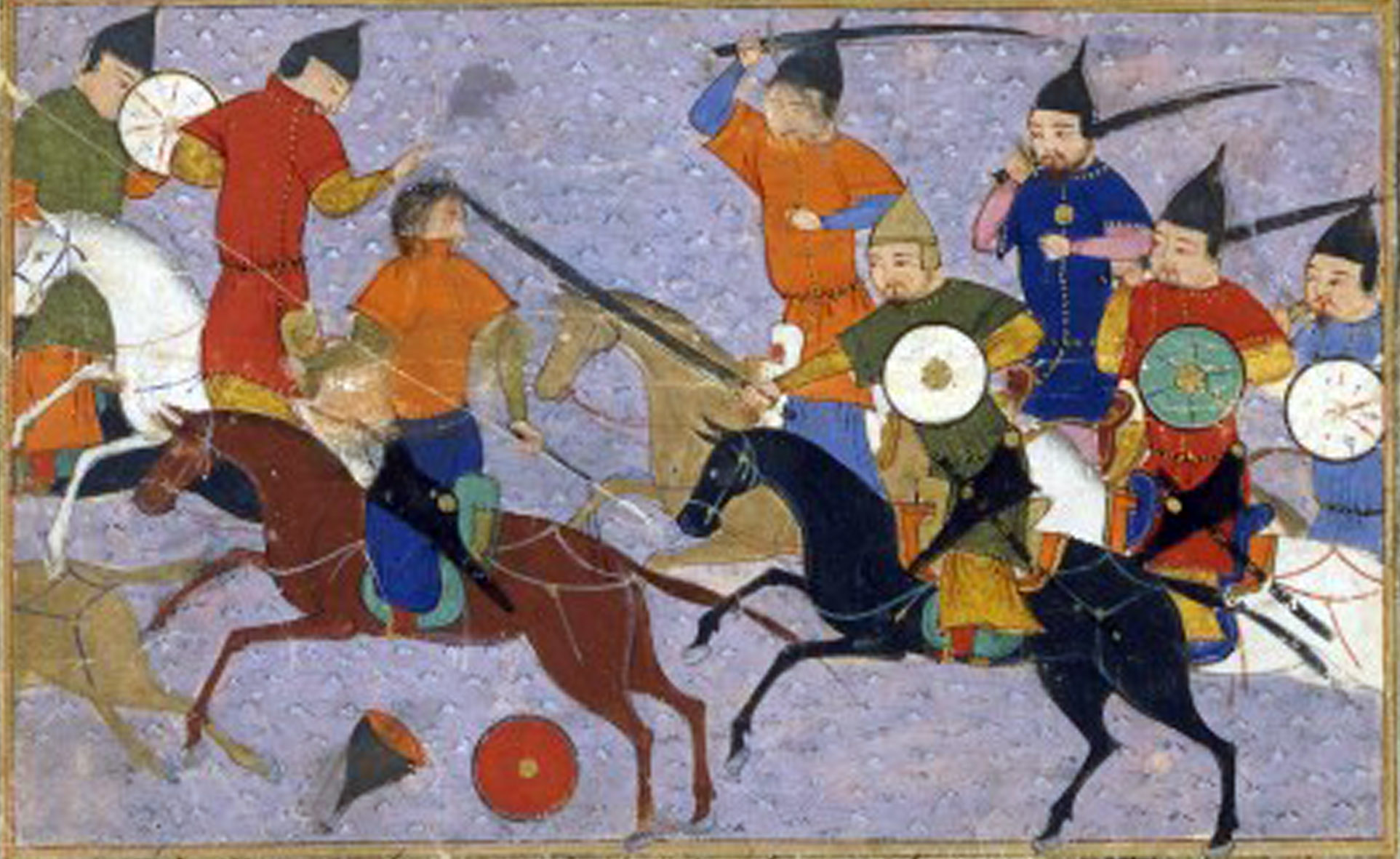
Битва між монголами і китайцями. Мініатюра з рукопису Джамі ат-таваріх Рашид ад-Діна

У 1210 році Арслан, хан карлуків, що проживали в Семиріччі, добровільно визнав над собою правління Чингісхана. Тридцятитисячне кінне військо карлуків включилось в склад монгольської армії. Незабаром прикладу Арслана послідував Бузар, правитель Алмалика.
Монгольське правління успішно вирішило всі завдання, пов'язані з підготовкою до війни з імперією Цзінь. Були усунені можливі супротивники і набуті союзники, отримані матеріальні засоби для оснащення армії, яка на той час мала безцінний досвід боротьби з великою осілою державою.
У той же час міжнародна ситуація складалася дуже невдало для цзінців, яким доводилося вести війну на три фронти: на півдні — з імперією Сун, на заході — з тангутами, а в середині країни — з народним рухом «червоножупанників».
У цей період помер імператор Цзінь, новим володарем був проголошений Ваньян Юнцзи. Чингісхан, все ще формально залишався васалом цзінців, проте, відмовився кланятися при отриманні повідомлення про сходження на трон нового імператора. Новий цзінський імператор спочатку хотів оголосити монголам війну, проте не наважився це зробити. Те ж саме мав бажання зробити і Чингісхан, але прийшов до висновку про необхідність спочатку краще підготувати війська.
Похід

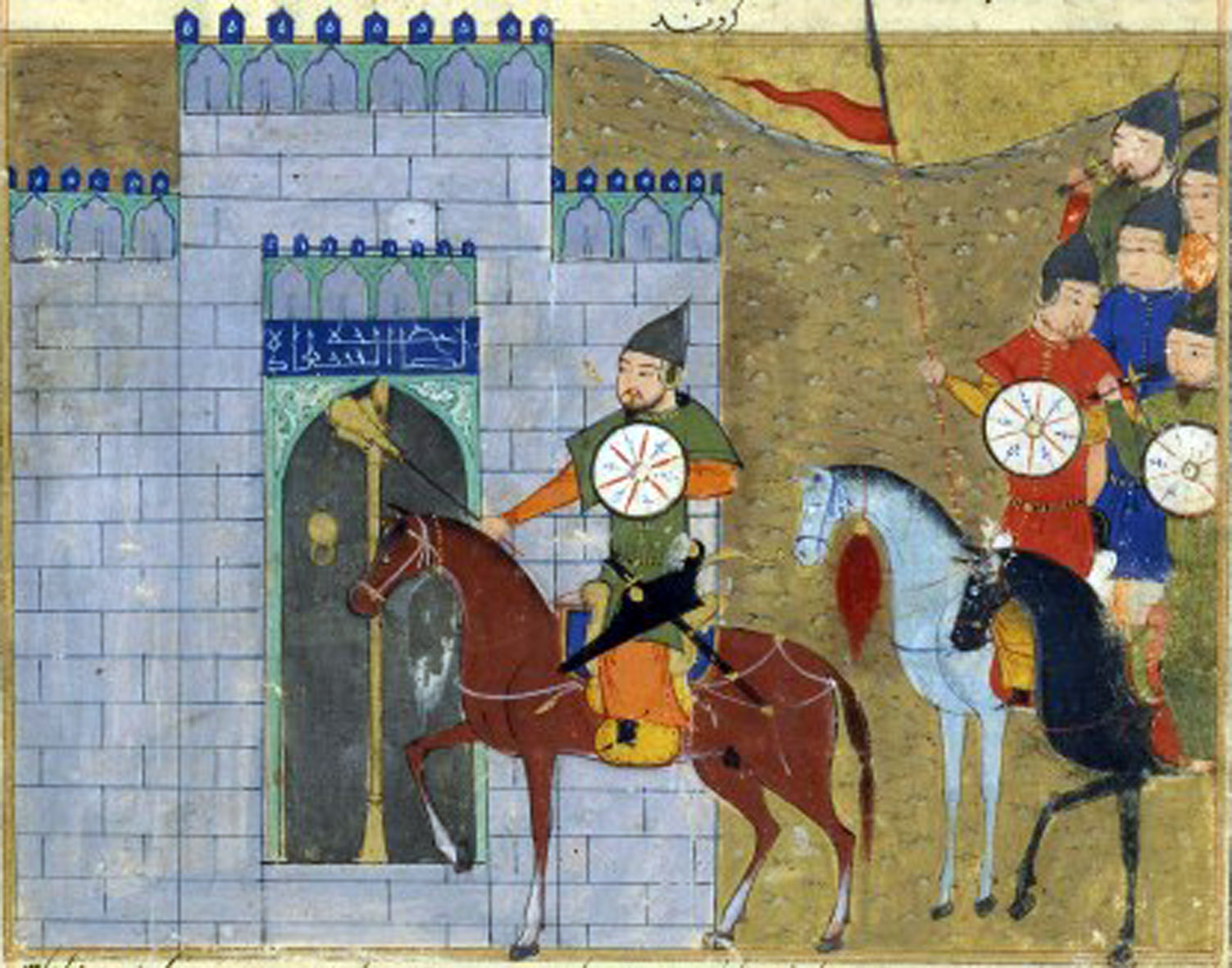
Облога Чжунду. Мініатюра з рукопису Джамі ат-таваріх

У 1211 році тюркське військо взяло декілька міст та отримало контроль над територіями північніше Великого китайського муру, а також блокувало Західну столицю імперії — Сіцзін. Корпус Джебе, після погрому Східної столиці Цзінь, приєднався до головної армії. Тюрське військо подолало Великий мур та поблизу гірського хребта Ехулін розбило велику чжурчженську армію. Потім через Чабчияльський перевал перейшов авангард монгольського війська під командуванням Джебе та захопив важливу фортецю Цзюйюнгуань. Тепер шлях до столиці імперії — Чжунду (на території сучасного Пекіна) був відкритий. Татари пограбували околиці міста. Проте, розуміючи, що взяти добре укріплену столицю він поки не зможе, Чингісхан наказав армії тимчасово відійти в степ. На зворотному шляху кидані Елюй Ахай і Елюй Тухуа захопили імператорські табуни, чим нанесли важких втрат кінноті цзінців.
У 1212 році татари знову почали наступ на Цзінь. Цзінська армія під командуванням Цзюцзиня зазнала поразки біля містечка Хуанерцзуй (Цюан-ель-цзуй). Восени Чингісхан взяв в облогу Сіцзін та розгромив ще одну цзінську армію, що йшла на допомогу столиці. Тюрки намагалися взяти місто штурмом, проте, випадкове поранення стрілою змусило хана зняти облогу та відійти.
До осені 1213 року тюрками практично повністю захоплені провінції Хебей і Шаньдун, а також Ляодунський півострів на сході. Поразки зовсім деморалізували імперський уряд: два чжурчженських полководці разом з арміями перейшли на сторону супротивника, а воєначальник Хушаху вбив імператора та захопив владу, проте незабаром загинув і сам.
Навесні 1214 року, після багатомісячної облоги Чжунду, татарські полководці запропонували Чингісхану почати штурм, проте хан вирішив укласти з чжурчженями мир. Очевидно, його рішення було обґрунтоване втомою армії та епідемією чуми. Також, до нього дійшли відомості, що на заході активізувався Кучлук, який захопив владу в Кара-киданському ханстві. За умовами мирного договору Чингісхан отримав в дружини цзінську царівну, чжурчжені виплатили велику данину людьми, кіньми, золотом та шовком. Тюркська армія, завантажена здобиччю відійшла на північ. Влітку того ж року імператор втік з Чжунду до Південної столиці Кайфену.
Незабаром проти дзинців повстали війська «дю», які складалися з народів прикордонних степів (онгути, кидані та інші). Серединна столиця виявилася блокована військами «дю» та військами деяких китайських феодалів, що приєдналися до них. Чингісхан надіслав для контролю над ситуацією корпус під командуванням Самухи. Спадкоємцю цзінського престолу вдалося втекти з Чжунду на південь, а оборону міста очолив Ваньянь Фусин. До літа наступного року голод в столиці досяг таких розмірів, що жителі змушені були займатися канібалізмом.
26 червня 1215 року Ваньян Фусин покінчив із життям. Війська союзників безперешкодно увійшли в Чжунду.

### Завоювання Середньої Азії
Після підкорення основної частини імперії Цзінь татари почали війну проти Каракиданського ханства, перемігши яке вони встановили кордон з Хорезмшахом Мухамадом ібн Текешем. Хорезмшах Ургенча правив величезною мусульманською Хорезмською державою, яка простягнулася від Північної Індії до Каспійського та Аральського морів, а також від сучасного Ірану до Кашгара. Ще воюючи з імперією Цзинь, Чингісхан посилав до хорезмшаха послів з пропозицією союзу, проте останній вирішив не церемонитися з тюркськими представниками та наказав їх стратити.
Хорезмшах та його полководці, недооцінюючи облогове мистецтво монголів, покладалися на міцність міст Мавераннахра. Шах ухвалив рішення зосередити основні сили на Амудар'ї, підкріпивши їх ополченням із сусідніх провінцій. Мухамед та його воєначальники, засівши в фортецях, розраховували напасти на монголів після того, як вони розсіються по країні в пошуках здобичі.
В 1219 році, пройшовши Семиріччя, татарська армія напала на квітучі міста Середньої Азії. Під ударами військ Чингісхана впали міста Отрар і Сигнак на Сирдар'ї, Худжанд і Коканд у Ферганській долині, Дженд і Ургенч на Амудар'ї і Самарканд та Бухара. За даними китайського паломника Чан Чуня, від 400-тисячного населення міста Самарканд залишилося в живих всього лише 50 тисяч.
Далі Самарканда Чингісхан не пішов, а відправив Толуя із 70-тисячною армією на завоювання Хорасану, а на початку 1221 року 50-тисячна армія Джучі, Чагатая і Угедея підступила до столиці Хорезму — міста Ургенч. Після семимісячної облоги монголи взяли його, розгромили, а жителів забрали в полон.
Програвши без бою війну і не маючи підтримки Мухамед втік на один з островів Каспійського моря, де в поселенні Астара помер в лютому 1221 року, передавши владу своєму сину Джелал-ад-Діну.
Переслідуючи Мухаммеда, війська татар під проводом Джебе і Субедея обігнули з півдня Каспійське море і вторглися до Азербайджану та Грузії. Проти них спільно виступили алани та кипчаки. Тюрки уклали мир з кипчаками, розгромивши аланів, а потім розправилися зі своїми недавніми союзниками.
Тим часом Толуй разом з військом увійшов в провінцію Хорасан та взяв штурмом Нісу, після чого з'явився перед стінами Мерва. Використавши зраду жителів міста, татари захопили Мерв, пограбували його та спалили місто в квітні 1221 року. Потім Толуй рушив в Нішапур. Чотири дні його жителі відчайдушно билися на стінах та вулицях міста, але сили були нерівні. Місто було взяте і, за винятком чотирьохсот ремісників, яких залишили в живих та відправили в Орду, решта чоловіків, жінок та дітей були вбиті. Герат відчинив свої ворота монголам, але це не врятувало його від розорення та руйнування.

## Завоювання і реформи заУгедея(1229—1241)
В 1229 році, після дворічного трауру по Чингісхану, був скликаний курултай для вибору нового хана Ординської держави. Незважаючи на бажання засновника держави бачити своїм наступником Угедея, багато нойонів готові були призначити ханом його молодшого брата Толуя. Толуй користувався величезною популярністю в армії та володів безперечними талантами правителя та воєначальника. Проте, в результаті ханом був вибраний саме Угедей. На такий вибір чингізидів значний вплив мав авторитет Елюй Чуцая, який переконав Толуя в передчасності його царювання.
На початку свого правління хан Угедей завершує підкорення Північного Китаю (державу Цзінь) у 1234 році і Персії. Навесні 1235 року в місцевості Талан-дабу було скликано великий курултай для підбиття підсумків важких воєн з імперією Цзінь і Хорезмом. Було ухвалено рішення вести подальший наступ у чотирьох напрямках. Найкращі війська були спрямовані на захід — проти половців, булгар і русів і на схід — проти Корьо. Крім того, було заплановано наступ на південнокитайську імперію Сун, а нойону Чормагану, що діяв на Близькому Сході, спрямовані значні підкріплення.

## Напад на Русь
Татарське військо йшло смугою шириною 150 кілометрів зі сходу на захід. Взимку 1237-1238 pp. війська Бату-хана і Субедея захопили Північно-Східну Русь, міста: Рязань, Володимир, Ростов, Суздаль та інші. На Лівобережжі впали міста Чернігів і Переяслав. 6 грудня 1240 штурмом був узятий Київ. Подальший рух війська хана Батия відбувався за маршрутом Київ — Колодяжне — Ізяслав — Володимир. А далі військо розділилося. Більша частина пішла в Угорщину, менша — в Польщу. Вже 2 січня 1241 року передові загони Батия були біля польського Сандомира. 9 квітня відбулася битва під Лігницею. Тобто з 6 грудня до 9 квітня татари здолали величезний шлях. Завойовувати Русь вони просто не мали часу. Татари приступом узяли кілька міст, (Ізяслав, Володимир, Галич) але завойовувати країну в широкому розумінні цього слова не стали. Десятки руських міст Батий не руйнував, а оминув. Тому мова йде не про завоювання й підкорення, а про військовий марш територією України.
На початку 1241 р. татари зруйнували Люблін, Краків та Вроцлав. Під Лігніцею вони розбили об'єднане військо польське, прусських хрестоносців, лицарів Шлезька та Моравії. Угорську армію монголи винищили у битві при Сайо, в 1242 р. вступили у Хорватію і захопили Загреб. У Європі розпочалася паніка. Але порятунком стало те, що після смерті Угедея постало питання про його політичного наступника і Бату, забравши свої війська з Європи, рушив на Волгу, де мав відбутися курултай.

## Правління пізніших ханів
Курултай 1246 року обрав великим ханом чінгизида сина Угедея Гуюка (1246—1248). Батухан, онук Чингісхана і організатор татарського походу до Європи, відмовився визнати владу Гуюка. В ході усобиці, що почалася після несподіваної смерті Гуюка, нащадки Джучі і Толуя боролися проти нащадків Угедея і Джагатая. В 1252 році курултай, на якому переважали прихильники Батухана, проголосив великим ханом Мунке, сина Толуя. У нащадків Угедея і Джагатая була відібрана значна частина їхніх володінь, приєднаних згодом до володінь Бату та Мунке.
Бату започатковує 1251 року панування Золотої Орди (держава Кипчак).
Мунке, що був Великим ханом у 1251–1259 роках, посилає два війська, кожне чисельністю півмільйона воїнів під командуванням своїх братів: 1258 року потужний наступ Хубілая, Великого хана у 1260–1294 роках, на Південний Китай і Хулагу, що в 1251–1265 роках завойовує Персію і править новоствореною державою Іль-ханів. 1258 року — розорення мільйонного міста Багдада, взяття Алеппо і Дамаска. Тюркський наступ розбивається об переважаючу хоробрість мамелюків (раби-найманці з Чорномор'я), котрі здійснюють військове панування над Єгиптом (до 1517 року) і завдають у 1260 році татарам поразки під Айн-Джалутом (Джерело Голіафа). Імперія Іль-ханів не сягає за Євфрат. Вона ісламізується близько 1300 року і зливається з культурно переважаючим населенням. 1336 рік — розпад Іль-ханату на окремі династії Джалаїридів (Багдад), Музаффаридів (Шираз, Ісфагн), Сербедарів, Гуридів (Герат, Балх).
На цей час імперія становила величезну територію, населену десятками і сотнями племен і народностей, які перебували на різних щаблях суспільного і культурного розвитку, користувалися різними релігійними віруваннями, розмовляли на своїх мовах, державною мовою усною і письмовою була уйгурська. Це було типове військово-адміністративне об'єднання, чиї частини були пов'язані між собою лише силою зброї, а не якимось економічними, політичними чи культурними інтересами, властивими для будь-якої держави. Столиця Каракорум вважалася головним містом усієї тюркської імперії. На схід і захід від Алтайських гір розміщувався улус нащадків Угедея з центром у сучасному Тачені. Улус нащадків Джагатая об'єднував області сходу Середньої Азії по річку Аму-Дар'я; центром цього уділу було м. Алмалик на річці Ілі, поблизу сучасної Кульджі. Іран, Ірак і Закавказзя входили до улусу Хулагу, з центром у місті Тебриз. Остання, п'ята частина імперії належала нащадкам Джучі і включала усі східноєвропейські володіння монголів з центром в м. Сараї на Волзі, поблизу сучасної Астрахані.
Мунке був останнім володарем, чия влада визнавалася усіма ханами імперії. У 1269 році п'ятий хан Золотої Орди (1266—1282), онук Бату-хана Менгу-Тимур на курултаї в долині річки Талас з Барак-ханом та Хайду-ханом визнали один одного незалежними правителями, уклавши союз проти Великого хана Хубілая (1215—1294) на випадок, якщо той спробує оскаржити їх незалежність. Таким чином, онук Чингісхана Хубілай, докладно описаний Марко Поло у його тревелозі «Роман про Великого Хана» (1298), став останнім із Чингізидів правителем єдиної Монгольської імперії.
У свою чергу, Улус Джучі, виборовши у 1270-х рр. собі незалежність від центрального уряду, почав власноруч видавати ярлики та карб увати монети. Помістив на золотоординських монетах разом з власною тамгою титул: «правосудний великий хан», Менгу-Тимур офіційно закріпив цей титул за правителями Улуса. Це відбито й у російських літописах, де ординський володар відтоді називається «Великий цисар».
Згодом Улус Джучи став певною мірою наступником імперії у політичному та геополітичному відношенні. Починаючи з XIV ст. вже не Монгольська імперія, а саме Золота Орда стає головною домінуючою силою Євразії. І її хани, чудово усвідомлюючи свою роль, десь із сер. XIV ст. починають називати свою державу «Монгольським державою» і «Великим престолом», вважаючи саме Улус Джучи справжнім правонаступником держави Чингісхана.

## Друга тюркська імперія
Близько 1360 року Тимур — Тимур Ленк (Кульгавий) або Тамерлан (1336–1405 роки), не будучи нащадком Чингісхана, — проголошує себе відновлювачем тюркської імперії з посиланням на Коран, при цьому зберігає силу Яса. Не бувши чингізидом, Тимур загалом не міг носити титул великого хана, завжди називаючи себе лише еміром (вождем, правителем), заснував династію Тимуридів. Столицею власної імперії, Тимур обрав місто Самарканд. Визнаний державами Джагатай і Кипчак великим ханом, Тимур із Самарканда підкорює в 35 жорстоких походах землі Іль-ханів, 1370–1380 роки — Хорезм, з 1380 року — Іран та Золоту Орду із столицею Сараєм.
Потім він втрутився у конфлікт між ханами Золотої Орди та допоміг Тохтамишу посісти престол. Останній за допомогою Тимура розбив правителя Мамая, посів його місце і, аби помститись московському князеві за поразку, яку той завдав Мамаю 1380 року, 1382 року захопив Москву. Проте, після отримання влади в Золотій Орді, хан Тохтамиш став проводити ворожу політику щодо земель Мавераннахра. Тамерлан здійснив три походи проти хана Тохтамиша, остаточно розбивши його 28 лютого 1395 року.
1398–1399 роки — наступ на Індію (Делі). 24 вересня військо Тимура перейшло Інд і увійшло у Делі. Армія Махмуда Туглака була розбита при Паніпаті ще 17 грудня. Від столиці Делі залишились лише руїни, з яких місто відроджувалось потому більше століття. 1399 року Тимур повернувся до Самарканду із величезною здобиччю. Сучасник Руї Гонсалес да Клавіхо писав, що поміж іншого 90 захоплених слонів несли на собі будівельне каміння із індійських кар'єрів для зведення мечеті у Самарканді.
У 1402 році Тимур після битви під Ангарою підкорив Османів. У 1405 році, перед «священною війною» проти Китаю, Тимур помер. Родинні чвари стали початком стрімкого розпаду імперії. Вигнані Тимуром правителі, повернулися до своїх держав.
Бабур — нащадок Тамерлана, син правителя Фергани Омар-шейха, заснував імперію Великих Моголів, його династія продовжувала правити в Індії протягом 300 років.

## Соціальний устрій

### Князі
Удільні князі — члени «Золотого роду» борджигін, з якого походив сам Чингісхан, та декількох родів наближених до Чингісхана; всі ці люди отримували в спадкове приватне володіння сім'ї рядових жителів, що не входили в організацію державних «тисяч». Ці сім'ї обкладалися даниною тільки на користь своїх князів, а пряма державна експлуатація на них не розповсюджувалась
До цього соціального прошарку відносилися всі хани імперії.

### Нойони
Командири туменів, тисяч, сотень та десятків називались «нойонами». Посада «нойона» не була спадкова, хоча син нойона дуже часто затверджувався на посаді батька. Нойони отримували право на певну частину податків і повинностей сімей своїх туменів, тисяч, сотень та десятків, проте лише як посадове утримання. Князі могли обіймати посади нойонів, наприклад, командувати туменами, при цьому вони автоматично отримували і відповідні адміністративні одиниці в умовне володіння, та не переставали бути при цьому князями. Проте більшість нойонів не належали до княжого роду, тобто не мали вотчин.

### Рядові тюрки
Рядові члени тюркських племен та їх нащадки традиційно називалися харачу, «чорний народ», і «арати». Згідно реформи Чингіса рядові тюрки ділилися на адміністративні підрозділи — десятки, які в свою чергу об'єднувалися в сотні, тисячі, десятки тисяч та ще більші адміністративні утворення. Десятком називали сукупність сімей, які були здатні виставити 10 воїнів, сотнею — десять таких десятків і т. д. В кожному десятку було зазвичай більше сімей і боєздатних чоловіків, ніж було потрібно, щоб виставити потрібних 10; ці сім'ї, за рішенням курултаю, іноді, виділяли для утворення нових військово-адміністративних одиниць.
Арати ділилися по різним ознакам на розряди. У дочингісові часи: на «людей вільних» (меншість) і «кріпосних аратів» (більшість). Вільні люди були малочисельною групою рядових общинників, які не були в особистій залежності від когось; «закріпачені арати» були залежними.

## Географія
Країна, яку нині називають Монголією, була батьківщиною кочівників за багато століть доти, як світ дізнався про монголів. Вона входить у особливу смугу степів Північної півкулі, які простираються від Угорщини до Маньчжурії південніше лісової смуги. З півдня, на відміну від західних степів, її обмежують не внутрішні моря, не гори, а пустеля Ордос і оброблені землі Китаю у середній течії річки Хуанхе.
Територія між гірською системою Великий Хінган, яка відділяє степ від Маньчжурії на сході, і Алтаєм, Тянь-Шанем і вкрапленнями пустель без назв, поділена із півночі на південь на три частини.
Північна частина, прилегла до Саян, Алтаю та інших гірських хребтів аж до Байкалу, складається з покритих лісом крейдяних гір і родючих рівнин, які перетинають численні річки й озера, які належать до басейну річки Селенги, що впадає в Байкал, і навіть басейнах річок Шилка і Аргунь, які далі утворюють Амур.
Центральна частина охоплює пустелю Гобі, завширшки 700 миль із півночі на південь і 1200 миль зі сходу на захід.
Південна частина є рівнинна, перетнуті двома невеликими гірськими хребтами північніше Хуанхе, причому по південному хребту проходить Великий китайський мур.
А загалом вся територія являє плато. Тутешній клімат, крім крайніх північних областей, особливо посушливий, а різниця температур влітку, і взимку більше, ніж у сусідніх степах.

### Центри імперії
Кочова імперія з тимчасовими ставками в юртах, традиційно переміщаючись із місця на місце, створила лиш одне відоме з історичних описів місто — «місто дорогоцінностей» — Каракорум. Центр Татарської імперії з 1220 році знаходився на східному березі річки Орхон, де біля її притоки Каракорум розташовувалась ставка Чингісхана. У 1235 тут вже при Угедеї почалося будівництво міста. Протягом чверті століття Каракорум (до 1260) був столицею імперії.
Хубіла́й за правління великого хана Мунке керував кампанією проти китайської династії Сун. 1260 року, після смерті Мунке, захопив великоханський престол. Переніс столицю з Каракорум до міста Ханбалик, майбутнього Пекіна. 1271 року завоював центральний Китай і проголосив створення імператорської династії Юань.
Улус Джучі, старшого сина Чингісхана, як частина Татарської імперії заснував ставку, а згодом і першу столиця Золотої Орди — Сарай (Палац).
Столицею імперії Моголів нащадків Тамерлана з 1528 по 1658 роки була Агра, на півночі Індії в штаті Уттар-Прадеш.

## Кагани
- 1. Темуджин (Чингісхан) (1206–1227)

Темуджин
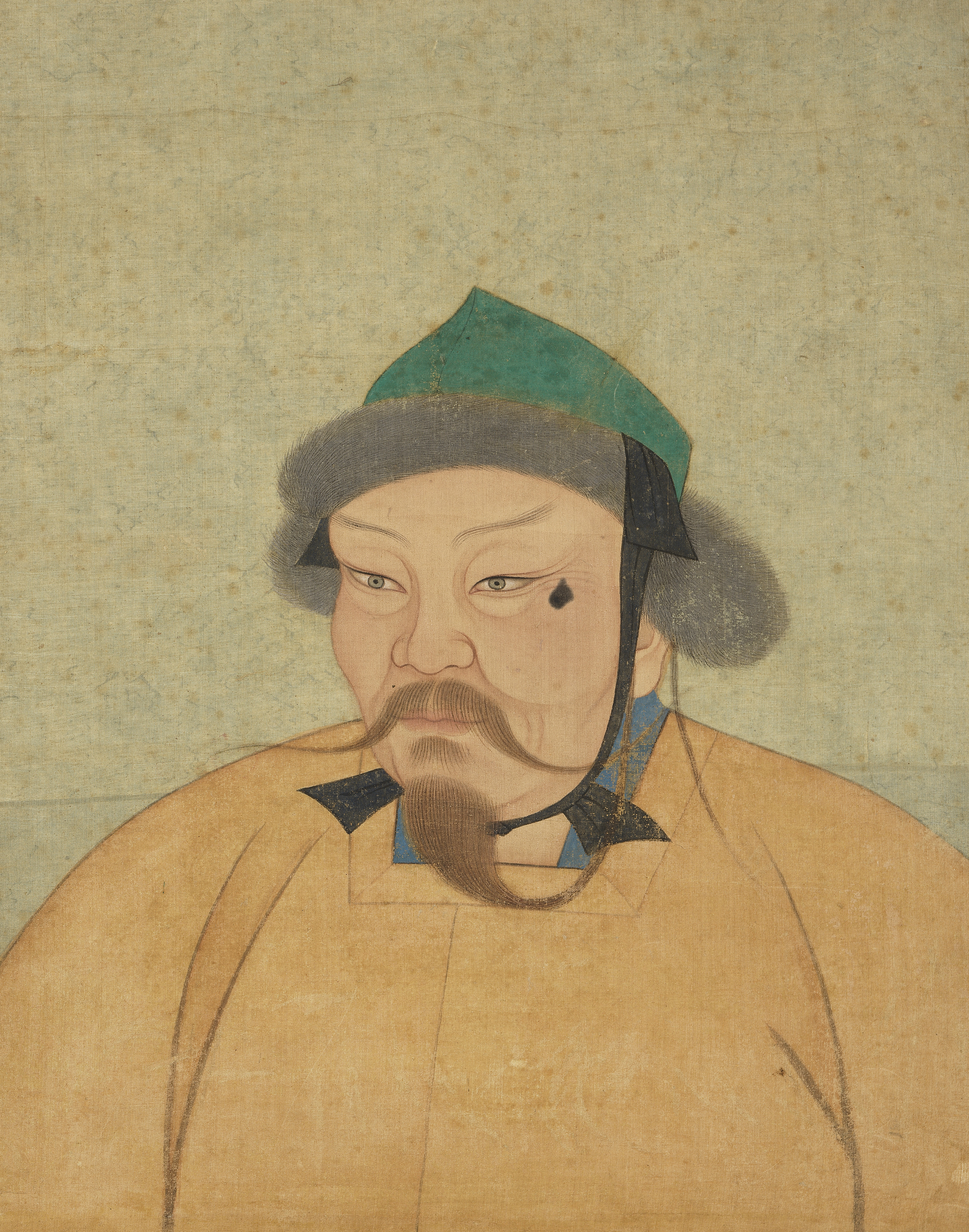
Угедей
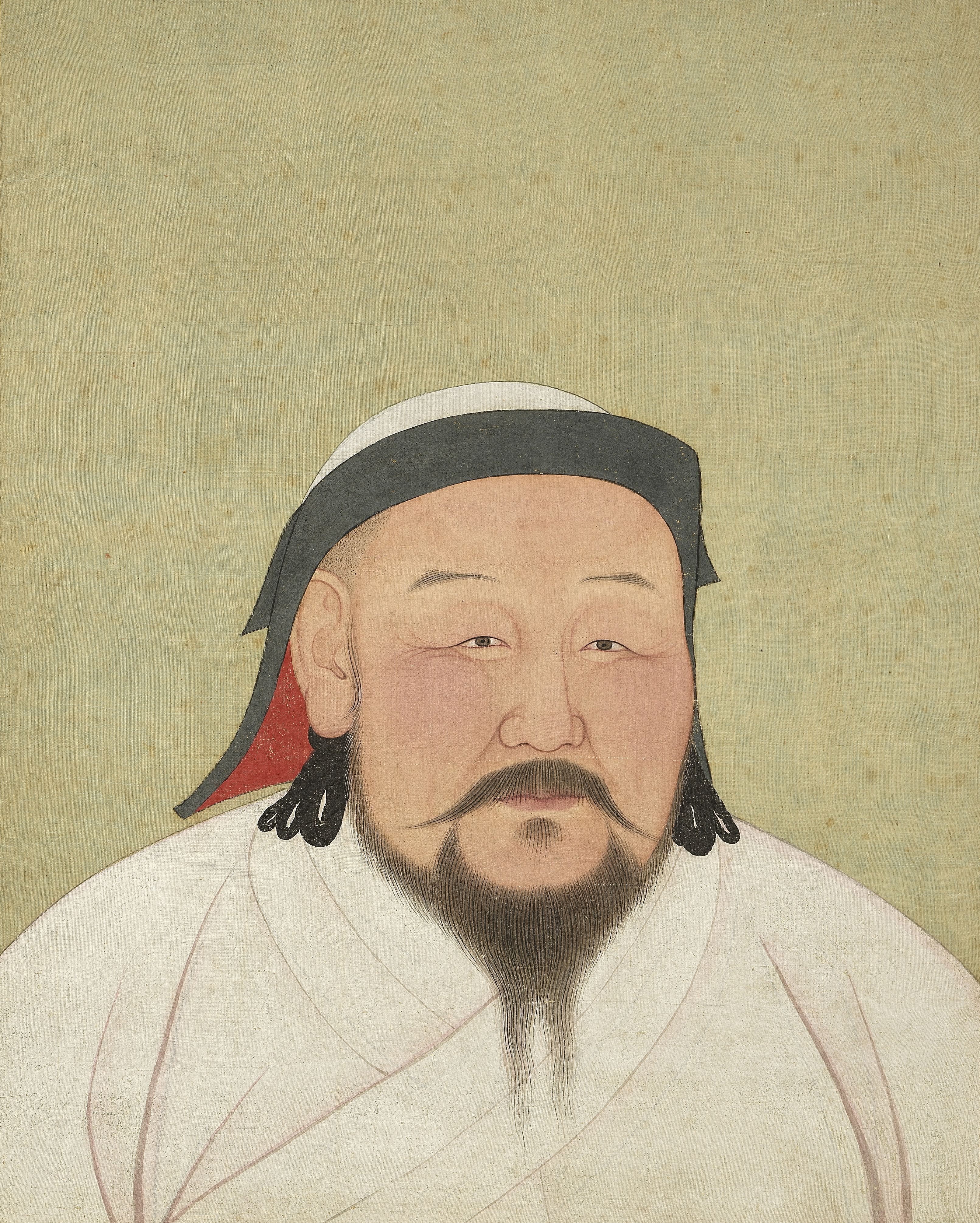
Хубілай

- відсутній (1227—1229)
- 2. Угедей (1229—1241)
- відсутній (1241—1246)
- 3. Гуюк (1246—1248)
- відсутній (1248—1251)
- 4. Мунке (1251—1259)
- відсутній (1259—1260)
- 5. Хубілай (1260—1294)

- Темуджин
- Угедей
- Хубілай